# Platalea flavipes
La spatola beccogiallo (Platalea flavipes Gould, 1838) è un uccello della famiglia Threskiornithidae, comune nel sud-est dell'Australia; non è raro nel resto del continente, ed è a volte presente in Nuova Zelanda, Isola di Lord Howe e Isola Norfolk.